# Djamila Bouazza
Pour les articles homonymes, voir Bouazza.
Djamila Bouazza est une militante algérienne du mouvement national, originaire de la région de Blida, née en 1938, et morte le 12 juin 2015 à Alger.
Elle participe, le 26 janvier 1957, à l'attentat à la bombe au bar Coq Hardi, durant la bataille d'Alger. Accusée par le Tribunal Permanent des Forces Armées française, elle est alors la première condamnée à mort, avec sa compagne de lutte Djamila Bouhired, par le tribunal militaire français. Sa peine est commuée en travaux forcés à perpétuité avant de retrouver la liberté avec l'amnistie générale prévue par les accords d'Évian du 19 mars 1962.
Elle fait partie des six femmes condamnées à mort pour des actes « terroristes » pendant la guerre d'indépendance.

## Biographie
Durant la Guerre d'Algérie, elle travaille au centre de chèques postaux d’Alger. Ses amis étudiants pieds noirs l’appellent « miss Cha Cha Cha »,, et elle semble parfaitement intégrée dans la société française. Cependant, elle est recrutée par Djamila Bouhired. Elle rejoint les rangs du Front de libération nationale (FLN) et en devient un membre actif.

### Attentat du Coq Hardi
Le 26 janvier 1957, elle reçoit pour mission de déposer une bombe dans le bar du Coq Hardi, où se réunit la bourgeoisie algéroise,. Parvenant à tromper la vigilance des militaires, elle échappe à la fouille,.
L’engin préparé par Abderrahmane Taleb cause des dégâts importants. L’attentat fait quatre morts et une soixantaine de blessés. 
Pour les Algériens, Djamila Bouazza est une héroïne, pour les Français, c’est une terroriste,.

### Procès et réactions

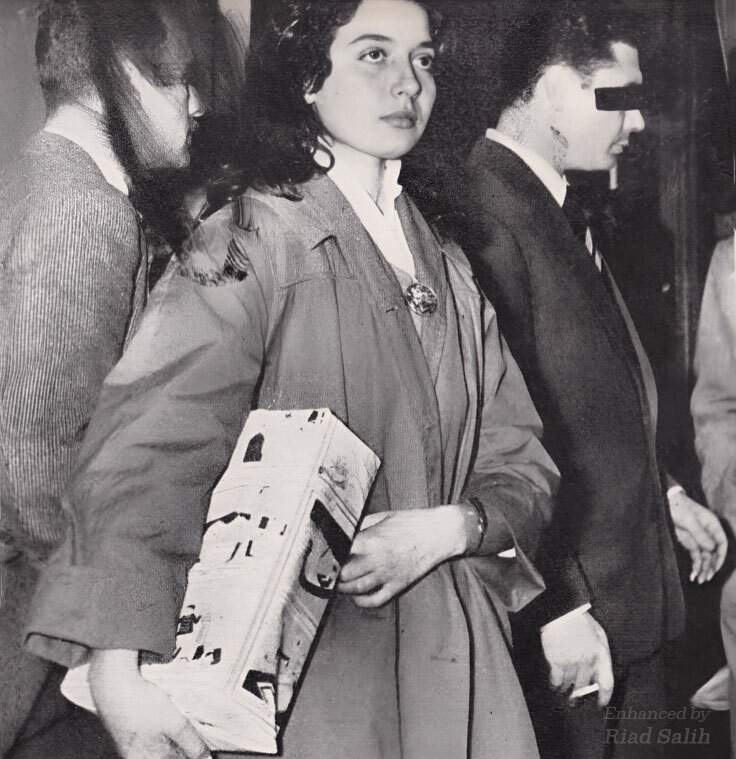
Djamila Bouazza avec sa bombe lors de la reconstitution de l'attentat de la Cafeteria à Alger.

Le 25 avril 1957, Djamila est arrêtée par la police judiciaire. Giflée par la capitaine Graziani, elle admet avoir déposé les bombes de la rue Michelet et du Coq Hardy que Djamila Bouhired lui avait remises. Transférée à El Biar, elle est interrogée par l’officier de police judiciaire Fernand, le 9 mai 1957. Elle est ensuite incarcérée à la prison de Maison-Carrée (El-Harrach), où elle retrouve Djamila Bouhired, Jacqueline Guerroudj et Zohra Drif. Accusée d’attentat à la bombe durant la bataille d’Alger, elle est traduite en justice devant le tribunal militaire permanent des forces armées d’Alger. Lors de son procès, Djamila Bouazza se comporte de façon «fantasque» et multiplie les excentricités devant le tribunal. Elle est éloignée du prétoire. L'avocat Jacques Vergès fait valoir que Djamila Bouazza est atteinte de folie, et que, de ce fait, son témoignage obtenu lors de son interrogatoire ne peut pas être utilisé contre Djamila Bouhired. Or le 22 juin 1957, Djamila Bouazza a écrit, depuis sa prison, à Rachid Hattab, une lettre où elle annonce la préméditation et la simulation de sa folie. Elle est condamnée à mort, comme sa co-détenue Djamila Bouhired. Elle est l'une des six femmes condamnées à mort pour actes « terroristes » pendant la guerre d'indépendance (Djaouher Akrour, Baya Hocine, Djamila Bouazza, Djamila Bouhired, Jacqueline Guerroudj et Zahia Kherfallah),,.
L'exécution est différée par une campagne menée par Jacques Vergès et Georges Arnaud, qui signent un manifeste publié aux Éditions de Minuit, suivi de l’ouvrage d’Henri Alleg, et par l'action énergique de Germaine Tillion auprès des autorités. Les écrits successifs de Jacques Vergès et Georges Arnaud, puis d’Henri Alleg, alertent l’opinion française et éveillent les consciences sur les mauvais traitements infligés par l’armée française aux indépendantistes algériens. Cette campagne médiatique lui évite la guillotine. Sa peine est commuée en travaux forcés à perpétuité, puis elle bénéficie de l'amnistie générale prévue par les Accords d'Évian, en 1962, après plusieurs années de détention.

### Dans l'Algérie indépendante
Après l'indépendance, Djamila Bouazza se tient à l'écart des activités du régime, mais son mari Boussouf Abboud, opposant au coup d'État du 19 juin 1965, est enlevé avec d’autres patriotes algériens par les services de la Sécurité militaire algérienne, le 27 septembre 1983 ; leur domicile et leur commerce sont totalement saccagés par ces agents.
Elle meurt le vendredi 12 juin 2015, à Alger, à l'âge de 78 ans,. Elle est inhumée au cimetière d'El Alia à Alger.